# Brassai Zoltán (író)
Brassai Zoltán, polgári nevén Kovács Gábor Zoltán (Mosonmagyaróvár, 1948. december 3. – Várpalota, 2018. november 16.) magyar író, irodalomtörténész, középiskolai tanár.
Irodalmi műveit Brassai Zoltán néven közölte. A veszprémi Lovassy László Gimnáziumban tanított magyar irodalmat, magyar nyelvtant, francia nyelvet és etikát. A 2008/2009-es tanév végén nyugdíjba vonult.

## Életútja
Szülővárosában végezte általános- és középiskolai tanulmányait is. A gimnáziumi évek különös jelentőséggel bírtak számára: orosz tagozaton végzett és itt sajátította el a majdani ugródeszkát jelentő német- és francia nyelvet, pályaválasztásakor sem tudta még egészen biztosan, hogy matematika-kémia szakra, vagy magyar-francia szakra jelentkezzen. A Mosonmagyaróváron töltött 18 év után végül a szegedi egyetem magyar–francia karára tett sikeres felvételi vizsgát. Az egyetemre való bejutási esélyét jelentősen növelte a már akkoriban is nagy olvasottsága, melyet a felvételiztetők meggyőzőnek találtak. Az egyetemi évek alatt ismerte meg legnagyobb mesterét, Ilia Mihályt, aki nagy hatással volt a későbbi professzorra. 
Az egyetem után francia irodalmi és filozófiai munkákat fordított magyarra, majd Hódmezővásárhelyen vállalt tanári állást a Kossuth Zsuzsanna Gépipari és Műszeripari Szakközépiskolában. 1979-re elkészül Az ösztönélet Csáth Géza novelláiban címet viselő doktori disszertációjával, amely első nagyobb művének tekinthető. Habár a kézirat már ’79-ben készen volt, megjelentetésére 1994-ig kellett várni, mikor is Szabadkán az Életjel kiadó Csáth Géza halálának 75. évfordulója alkalmából publikálta azt. A veszprémi Lovassy László Gimnáziumba 1984-ben került. Munkája során az olvasásra hajlítás mellett fontosnak tartotta, hogy sikerült több diákot az irodalom felé fordítania, igyekezett megkeresni és megtalálni a tehetségeket. Nagy szerepe volt a Veszprém megyei idegenforgalom fellendítésében: az általa írott útikalauzok még ma is közkedveltek a turisták körében. Rendszeresen publikált olyan irodalmi lapokban, mint például az Árgus, a Vár ucca műhely és az Életünk.
2018. november 16-án, két hónapos, méltósággal viselt küzdelem után örökre megpihent.

## Fontosabb művei
- Az ösztönélet Csáth Géza novelláiban; sajtó alá rend. Dér Zoltán; Szabadegyetem, Subotica [Szabadka], 1994 (Életjel miniatűrök)
- Színhely; Művészetek Háza, Veszprém, 1997 (Vár ucca tizenhét könyvek)
- "…egyetlen szerelem görcsös akarása" – Anyagi és verbális mikrouniverzum: Géczi János költői világa (1999)
- Az érzelmes szatirikus. Balogh Elemér Köszöntése. (tanulmány, 2003)
- Gárdonyi Géza. Kismonográfia; Művészetek Háza, Veszprém, 2003 (Vár ucca műhely könyvek)
- Megérkezni és itt maradni. Tanulmányok és kritikák; Művészetek Háza, Veszprém, 2015 (Vár ucca műhely könyvek)